# Rain on Your Parade
Rain on Your Parade è un singolo della cantante britannica Duffy, pubblicato il 9 novembre 2008 come unico estratto dalla ristampa del primo album in studio Rockferry - Deluxe Edition.

## Descrizione
Il brano, di genere pop/soul, è stato pubblicato in diverse versioni e in una di queste era contenuta la B-side Smoke Without Fire, canzone scritta da Bernard Butler insieme a Duffy.

## Video musicale
Il videoclip, diretto da Sophie Muller, mostra la cantante davanti ad uno sfondo che varia colore dal nero al bianco. Sono presenti anche violininisti e ballerini, che danzano intorno alla cantante che rimane al centro della stanza.

## Tracce
Promo - CD-Single (A&M DUFFY7 (UMG)
1. Rain on Your Parade – 3:30

CD-Single (A&M 179 243-7 (UMG) / EAN 0602517924376)
7" Single (Polydor 178 925-0 (UMG) [eu] / EAN 0602517892507)
1. Rain on Your Parade – 3:30
2. Smoke Without Fire – 3:20 (Bernard Butler, Duffy)

CD-Maxi (Universal 06025 1792440 (UMG)

## Classifiche
| Classifica (2008-09) | Posizione massima |
| -------------------- | ----------------- |
| Australia            | 55                |
| Austria              | 29                |
| Belgio (Fiandre)     | 27                |
| Belgio (Vallonia)    | 52                |
| Germania             | 29                |
| Irlanda              | 50                |
| Italia               | 29                |
| Norvegia             | 17                |
| Paesi Bassi          | 38                |
| Regno Unito          | 15                |
| Svezia               | 32                |
| Svizzera             | 25                |